# Coptops cameroni
Coptops cameroni es una especie de escarabajo longicornio del género Coptops, tribu Mesosini, subfamilia Lamiinae. Fue descrita científicamente por Breuning en 1978.

## Descripción
Mide 11-21 milímetros de longitud.

## Distribución
Se distribuye por Malasia.